# M18 Hellcat

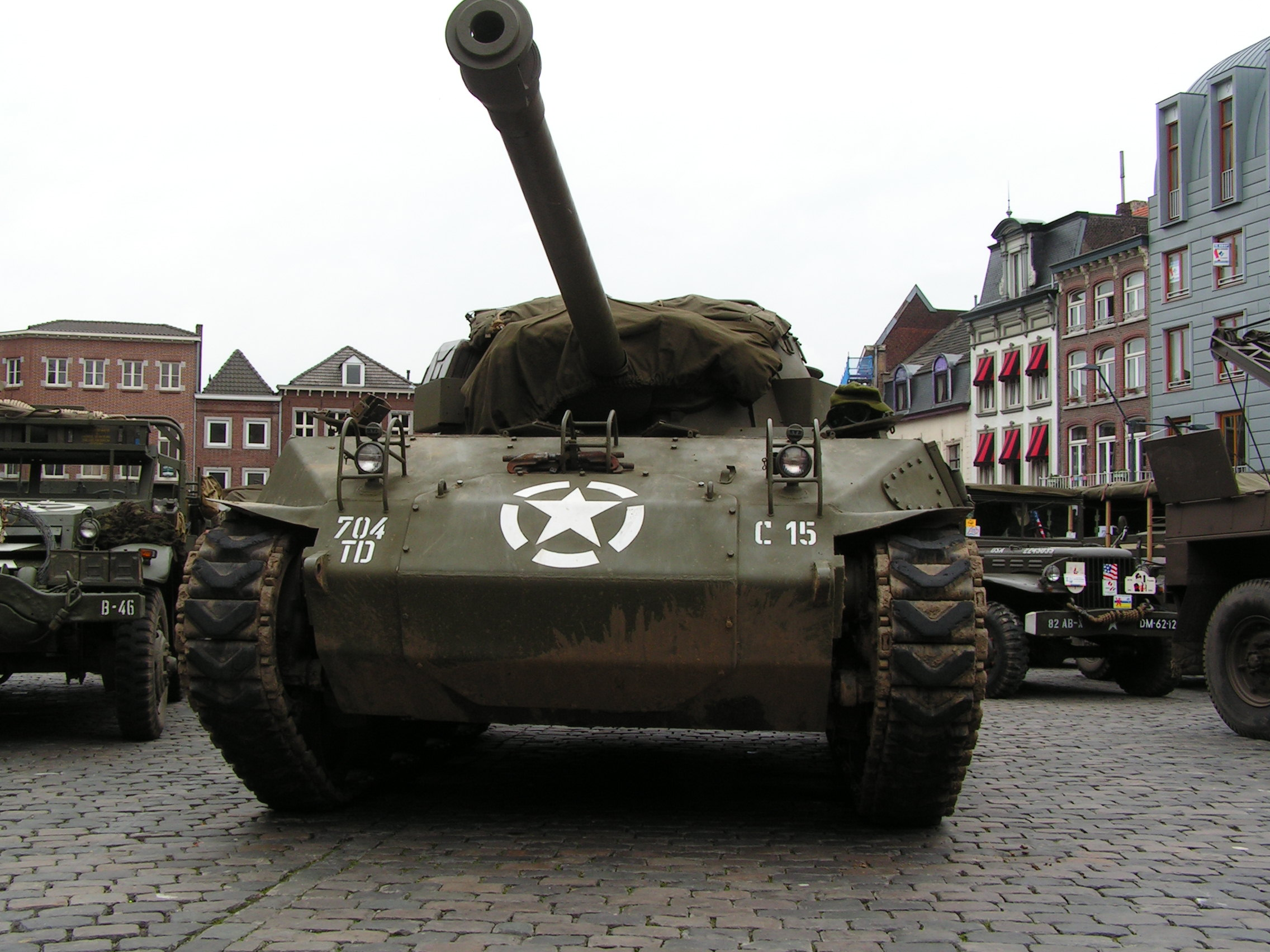
M18 tijdens het Santa Fé Event 2007 in Roermond

De M 18 Hellcat Tankdestroyer is een Amerikaanse tankjager; met zijn 92 km/h een van de snelste rupsvoertuigen van de Tweede Wereldoorlog.

## Ontwikkeling en productie
In het voorjaar van 1942 beval het Ordnance Department de ontwikkeling van een lichte tankjager uitgerust met het Britse 57 mm zesponder kanon. Toen het eerste prototype, onder de naam van T49, in juli gereed kwam, werd besloten tot de installatie van een 75 mm kanon op het tweede prototype, dat de aanduiding T67 kreeg. Bij het testen bleek dat het chassis het zwaardere 76 mm kanon kon dragen; het ontwerp werd hierop sterk gewijzigd met o.a. een grotere koepel en kreeg de naam T70. Een voorserie van zes stuks werd in januari 1943 besteld bij General Motors.
De tankjager werd door GMC geproduceerd in een aantal van 2507 van juli 1943 tot oktober 1944, eerst onder de naam T70, vanaf maart 1944 als de 76 mm Gun Motor Carriage M18.
De geschutskoepel was niet voorzien van een dak en de hoofdbewapening bestond uit een 76 mm M1A1 (later ook M1A1C en M1A2) kanon met hoge mondingssnelheid (zo een 870 m/s). Secundaire bewapening bestond uit één Browning M2 .50 machinegeweer tegen lucht- en gronddoelen. Dit alles werd bediend door een bemanning van vijf.
Het was een van de eerste Amerikaanse pantservoertuigen met hellend pantser en een torsiestaafophanging van het loopwerk.

## Inzet
De VS hadden als officieel beleid dat vijandelijke tanks niet door eigen tanks maar door speciale licht gepantserde tankjagers bestreden moesten worden. Daarom richtten ze het Tank Destroyer Command op. Deze tactiek was geen succes: de eigen tanks zoals de M4 Sherman, waren te zwak bewapend en de tankjagers te zwak gepantserd om het tegen Duitse tanks op te kunnen nemen. De Hellcat had maar een bepantsering van 25 mm. Het gewicht was daardoor wel slechts 17 ton; in combinatie met een motor van 400 pk was de beweeglijkheid erg goed. 640 van de eerste voertuigen zijn omgebouwd tot de M39 Armoured Utility Vehicle, een Armoured personnel carrier.
Na de oorlog werden de M18's snel uitgefaseerd en ze zijn niet ingezet tijdens de Koreaanse Oorlog; sommige voertuigen werden aan bondgenoten geschonken. De M18 is voor het laatst gebruikt door de Serviërs tijdens de burgeroorlog in Joegoslavië.